# Quatrième domination chinoise du Vietnam

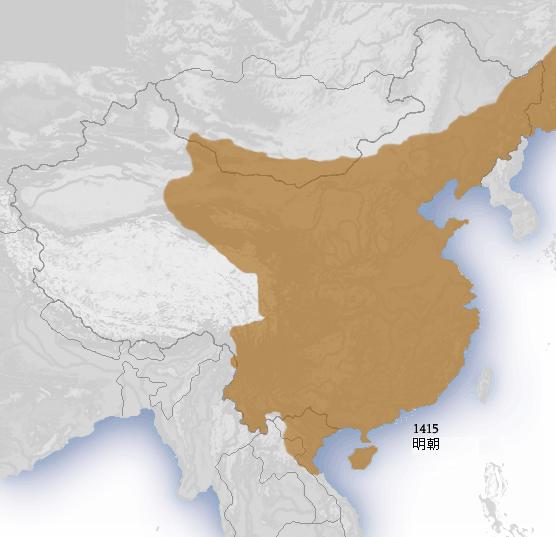
L'Empire des Ming en 1415

La quatrième domination chinoise du Vietnam est une période datant de 1407 jusqu'en 1427.

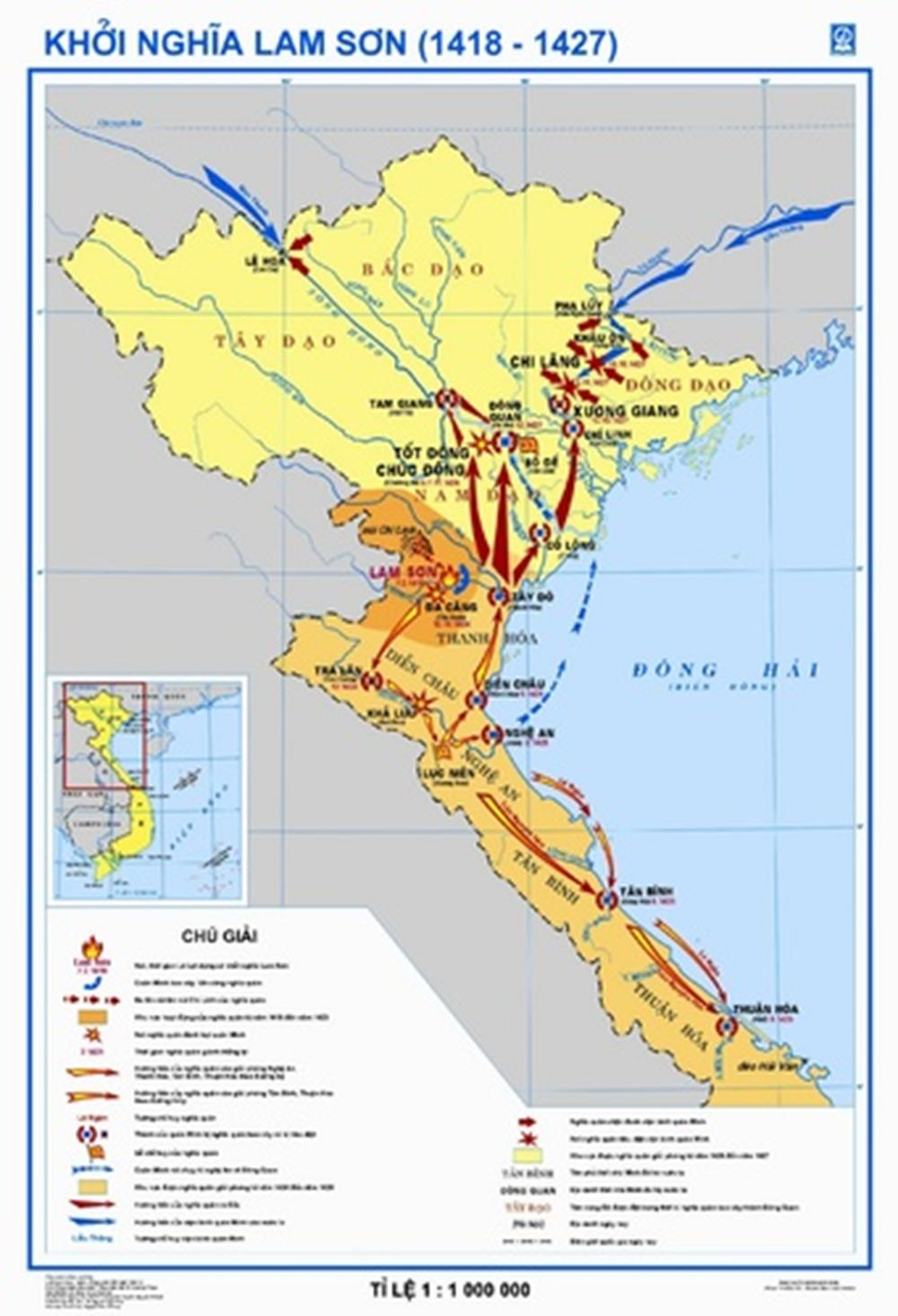
Guerre de libération (1426-1428)